# Дело о счастливых ножках
«Дело о счастливых ножках» (англ. The Case of the Lucky Legs) — детективный фильм режиссёра Арчи Майо, который вышел на экраны в 1935 году. Это третий фильм о знаменитом вымышленном адвокате Перри Мейсоне, который выпустила студия Warner Bros. с Уорреном Уильямом в заглавной роли.
В этом фильме мошенник Фрэнк Паттон (Крейг Рейнольдс) организует городской конкурс красоты «Счастливые ножки», в котором побеждает Марджи Клун (Патриша Эллис). Паттон должен выплатить Марджи приз в 1000 долларов, но скрывается из города, не расплатившись. Вскоре выясняется, что Паттон и раньше проворачивал подобные аферы в других городах. Работодатель и поклонник Марджи, владелец универмага Брэдбери (Портер Холл) нанимает Перри Мейсона для розыска мошенника, которого вскоре обнаруживают убитым, а Марджи становится одной из главных подозреваемых. Другими подозреваемыми являются жених Марджи, доктор Боб Дорей (Лайл Тэлбот), победительница конкурса «Счастливые ножки» в соседнем городе Тельма Белл (Пегги Шэннон) и сам Брэдбери, но в итоге Мейсон вычисляет настоящего преступника.
Критики высоко оценили фильм, отметив увлекательную историю, юмор, высокий темп повествования, а также отличную актёрскую игру, особенно, в исполнении Уильяма и Женевьевы Тобин.

## Сюжет
В небольшом городке Кловердейл проходит конкурс «Счастливые ножки», спонсируемый чулочно-носочной компанией Leg Easy, победительница которого получит приз 1000 долларов. После завершения конкурсного показа, в ходе которого девушки, стоя за ширмой, демонстрировали только свои ноги, владелец местного универмага, полковник Брэдбери (Портер Холл) представляет организатора конкурса, представителя компании Leg Easy Фрэнка Паттона (Крейг Рейнольдс) и благодарит его за работу. Затем Брэдбери оглашает итоги конкурса, согласно которым победительницей единогласно признаётся Марджи Клун (Патриша Эллис). Паттон просит Марджи подписать призовой сертификат и обещает выдать ей призовые деньги на следующий день утром в гостинице, так как побоялся приносить такую крупную сумму наличных с собой на мероприятие. Брэдбери поздравляет Марджи, которая работает в его универмаге моделью. Он явно влюблён в неё и в очередной раз предлагает ей выйти за него замуж. Хотя Марджи льстит внимание босса, она вежливо напоминает, что у неё уже есть жених — доктор Боб Дорэй (Лайл Тэлбот), который тем временем из-за кулис неодобрительно наблюдает за происходящим. Счастливая Марджи побегает к Бобу, который заявляет, что ему противно видеть, что его девушку «оценивают как призовую тёлку». Присутствующая при этом разговоре Ева Ламонт (Анита Керри), коллега и ревнивая соперница Марджи, влезает в разговор со словами: «Да, она и правда похожа на тёлку». Марджи объясняет Бобу, что им нужны эти деньги, чтобы, наконец, сыграть свадьбу, но рассерженный Боб говорит, что не хочет устраивать их отношения с помощью демонстрации ножек. Он заявляет, что её участие в конкурсе сделало их брак невозможным, после чего уходит. Тем временем Паттон выходит из концертного зала через служебный вход и просит таксиста отвезти его на вокзал. У машины его ловит Тельма Белл (Пегги Шэннон), победительница аналогичного конкурса в соседнем Уэйневилле, которой Паттон так и не выплатил обещанный приз. Когда Тельма поднимает шум, Паттон заталкивает её в такси, и увозит.
Брэдбери приходит на приём к известному адвокату Перри Мейсону (Уоррен Уильям). Когда Перри опаздывает на встречу более чем на час, его секретарша Делла Стрит (Женевьева Тобин) предлагает полковнику подождать в частном кабинете адвоката, где Брэдбери с удивлением видит на полу мужские ноги, которые торчат из-за рабочего стола. По просьбе шокированного Брэдбери Делла заходит в кабинет и будит Перри, который ещё не проспался после вчерашней пьянки. Поприветствовав Брэдбери, Перри на несколько минут выходит из комнаты, где быстро приводит себя в порядок и одновременно знакомится с материалами дела. Когда, наконец, он выходит для разговора, Брэдбери рассказывает, что некий Фрэнк Паттон со своей аферой обманул уже нескольких бизнесменов в различных городах. Паттон берёт с местных предпринимателей крупные суммы за спонсорство своего проекта, обещая взамен хорошую рекламу. Забрав как свои комиссионные, так и призовые деньги, он сбегает. Брэдбери поручает Мейсону найти Паттона и выдвинуть против него обвинения, а также добиться того, чтобы он расплатился с Марджи. Полковник признаётся, что любит Марджи, и просит в первую очередь найти её. По его словам, Марджи получила в банке адрес Паттона, после чего самостоятельно отправилась на его поиски и пропала. Хотя поначалу Перри не проявляет энтузиазма, но когда он видит фото Марджи, сразу же загорается этим делом и обещает найти её. В этот момент в кабинете Перри появляется его врач, доктор Крокен (Олин Хоуленд), которого Мейсон иронически называет «другом гробовщика». После нескольких процедур Крокер требует, чтобы Мейсон соблюдал строгую диету, а также запрещает ему пить любые алкогольные напитки, рекомендуя молоко, на что Перри спрашивает: «Вы имеете в виду этот неприятный субпродукт коровы?» Выпроводив врача, Перри просит Брэдбери заплатить ему аванс в 1000 долларов, так как, по его словам, он единственный, кто справится с делом такого мошенника, как Паттон.
Первым делом Мейсон навещает своего частного детектива Спэдси Дрейка (Аллен Дженкинс), поручая ему найти Паттона. Через некоторое время Спэдси передаёт Перри адрес Паттона, после чего Мейсон звонит Делле в офис, сообщая, что направляется к Паттону в «Эмпайр апартментс», номер 502. В этот момент некто проникает в офис адвоката и по коммутатору подслушивает этот разговор. В свою очередь Марджи встречается с Бобом, который простил её, разыскал и теперь желает возобновить отношения и помочь ей.
Перри приезжает в гостиницу «Эмпайр апартментс», где зарегистрирован Паттон, замечая, как по лестнице спускается Марджи. Проводив её взглядом, Перри поднимается на лифте в то время, как Тельма на соседнем лифте спускается вниз. Прячась от всех, она убегает из здания через чёрный ход. Перри подходит к двери Паттона, которая оказывается приоткрыта. Зайдя внутрь, Перри видит записку о телефонном звонке Паттону от Марджи Клун: «Не смогу приехать до вечера. Переезжаю с Тельмой Белл на Харкорт апартментс, В7. Звони туда». Через спальню Перри проходит в ванную комнату, где обнаруживает на полу труп Паттона. Рядом с телом он видит хирургический нож и носовой платок с инициалом «Т», которые забирает с собой. Выходя из комнаты, Перри замечает, как к двери номера подходит полицейский в сопровождении озабоченной женщины. Перри делает вид, что стучится в эту комнату. Затем, представившись адвокатом, он выясняет у женщины, что та минут десять назад слышала доносящиеся оттуда громкие истерические крики женщины, упоминавшей счастливые ножки, а также шум борьбы, после чего вызвала полицию.
Перри отправляется на «Харкорт апартментс», В7, где застаёт как Тельму, так и Марджи. Перри говорит, что ему известно о том, что в «Эмпайр апартментс» Паттон был только зарегистрирован, но сам там не жил, а сначала поселил Тельму. Затем там же появилась Марджи, которая через Брэдбери получила этот адрес в банке, после чего Паттон перевёз обеих девушек в «Харкорт апартментс». Перри успокаивает девушек и уверяет, что он на их стороне, так как Брэдбери нанял его, чтобы найти Паттона и посадить его за решётку. Перри рассказывает, что побывал в номере в «Эмпайр апартментс», обнаружив там убитого Паттона и нож. Он знает, что Марджи была сегодня в этой гостинице, однако она объясняет, что так и не смогла попасть к Паттону, так как дверь ей никто не открыл. По словам Перри, кто-то всё-таки был в квартире вместе с Паттоном, так как есть свидетельница, которая слышала доносящиеся оттуда шум и женские крики. Взволнованная Тельма заявляет, что у неё на это время есть алиби — она встречалась со своим парнем Джорджем Сэнборном (Джо Даунинг), и даёт его телефон. Позвонив Джорджу, Перри говорит, что это временно снимает подозрения с Тельмы, но он по-прежнему считает, что Марджи была в квартире. Затем Перри говорит, что очень скоро полиция появится в их номере. Поэтому он советует Марджи немедленно переехать в гостиницу «Рекс» и зарегистрироваться там под именем Флоренс Клун.
Позднее Перри, взяв с собой Спэдси, ужинает в ресторане с Брэдбери, сообщая ему, что Паттон зарезан ударом в сердце хирургическим ножом. По словам адвоката, в дело очевидно замешана Марджи, так как она была в номере Паттона либо перед, либо сразу после убийства. Брэдбери подсказывает Мейсону, что доктор Дорэй, который также влюблён в Марджи, приехал в город сразу вслед за ней. По словам полковника, Дорэй очень хочет жениться на Марджи, но ей не нравятся его собственнические инстинкты и его импульсивность, и вообще, он очень жестокий парень. По мнению Брэдбери, если Дорэй проследил за Марджи до номера Паттона, то вполне мог совершить убийство. К тому же убийство хирургическим ножом ударом точно в сердце мог совершить только врач.
Тем временем полиция начинает собственное расследование убийства, и вскоре шеф полиции Бизонетт (Бартон Маклейн) докладывает окружному прокурору Манчестеру (Генри О’Нил), что у него есть достаточные основания, чтобы задержать Марджи Клун. Полиция была направлена по её последнему адресу, но к тому времени Мейсон уже спрятал её. Бизонетт также докладывает, что прямо перед «Эмпайр апартментс» стоит машина Дорея, однако самого Дорея найти не удалось, также как и орудие убийства. Бизонетт считает, что за сокрытием улик стоит Мейсон и требует выписать ордер на его арест. Прокурор же не видит для этого оснований и не считает, что это поможет раскрытию дела. Тем более, что, по его мнению, в детективной работе Мейсон превосходит полицию. Тем временем Спэдси находит Мейсона в бане, сообщая, что его разыскивает полиция, подозревающая его в том, что он прячет фигурантов дела. По телефону Мейсон даёт полиции ложную наводку о том, что Марджи уехала из города. Тем временем в рабочий кабинет Мейсона врываются полицейские, о чём Делла докладывает Мейсону по телефону.
Когда Тельма со своим парнем Джорджем Сэнборном пытается бежать, Перри перехватывает её на лестничной клетке, заставляя вернуться обратно в номер. Заведя пару в комнату, Перри хочет ещё раз выслушать историю с алиби, припугнув Джорджа ответственностью за дачу ложных показаний. Тот сразу же заявляет, что в отличие от Тельмы он не имеет никакого отношения к убийству Паттона, и не хочет быть каким-либо образом связанным с этим делом. Джордж рассказывает, что Тельма позвонила ему по телефону, попросив подтвердить, что вечер они провели вместе. Когда Тельма продолжает утверждать, что даже не была в номере Паттона, Перри показывает её платок, точно такой же, как она сейчас держит в своих руках. Адвокат говорит, что обнаружил этот платок около тела Паттона, после чего Джордж сразу же забирает свои вещи и уходит. Тельма рассказывает, что зашла к Паттону, чтобы потребовать свои деньги. Между ними начался громкий спор, и Паттон несколько раз ударил её. В этот момент в дверь Паттона постучал какой-то человек, но Паттон вытолкнул его. Тельма и Паттон продолжили драться, и когда снова раздался стук в дверь, Паттон запер Тельму в ванной. Оттуда она слышала, как двое мужчин о чём-то спорили, затем она услышала удар о дверь. Когда всё стихло, она открыла дверь, и в ванную ввалилось тело Паттона. Человека, с которым дрался Паттон уже не было. От шока она почти что потеряла сознание, и в этот момент, видимо, выронила платок. Делла сообщает Перри, что некто анонимно позвонил в его офис, заявив, что Марджи уехала из города. На вопрос Перри, где сейчас Марджи, Тельма отвечает, что примерно час назад на этот адрес пришла телеграмма, и она переправила её в гостиницу «Рекс». В гостинице Мейсон уже выяснил, что Марджи там зарегистрировалась, а затем сразу же выписалась. Тельма полагает, что сразу после получения телеграммы Марджи отправилась в аэропорт.
В аэропорту Мейсон выясняет, что за последнее время вылетел всего один рейс, однако среди пассажиров не было ни одной женщины. Один из мужчин забронировал билеты в Саммервилл для себя и своей спутницы, но так и не дождался её, и был вынужден улететь один. На частном самолёте Мейсон прилетает в Саммервилл, где в местной гостинице выясняет, что прибывший предыдущим рейсом пассажир мистер Робертс в одиночестве заселился в номер для новобрачных. Перри поднимается в номер, где дверь ему открывает Боб Дорэй, которого Мейсон провоцирует на драку. Когда Боб бросается на Перри с кулаками, тот опережает его и встречным ударом сбивает Боба с ног. Обыскав его карманы, Перри находит коробок спичек из гостиницы «Рекс» из Сан-Франциско.
Перри говорит, что раз Боб был с Марджи в гостинице «Рекс», то значит, знает, где она. Боб отвечает, что просто помог ей уехать из этой гостиницы, после чего отказывается говорить. В этот момент раздаётся стук в дверь и на пороге появляется Марджи, которая подбегает к Бобу, и они обнимаются. Она объясняет, что по дороге в аэропорт её такси сломалось, в итоге она опоздала на самолёт и приехала первым же поездом. Марджи объясняет, что когда она получила телеграмму за подписью Перри с требованием уехать из города, то побоялась ехать одна, и обратилась за помощью к Бобу. В этот момент Мейсон видит в окно, что к дому подъезжает полиция. Он быстро уводит Марджи, а Бобу поручает молчать и не отвечать ни на какие вопросы полиции. Найдя свободный номер, Мейсон прячется там вместе с Марджи. Шеф местной полиции задерживает и уводит Боба, поручая своему помощнику обыскать всё здание и найти Марджи. В номере Мейсон укладывает Марджи в постель, обматывает ей голову полотенцем и вставляет в рот градусник. Когда заходит полицейский, Мейсон выдаёт себя за врача, и посылает копа за скорой помощью, после чего увозит Марджи на машине скорой помощи как тяжелобольную. В гостинице появляется местный детектив, который догадывается, что Мейсон обманул полицию и скрылся вместе с Марджи. Детективу сообщают, что скорая помощь с ними выехала в аэропорт. Под звуки сирен приближающихся полицейских машин Мейсон вместе с Марджи взлетает на небольшом частном самолёте.
Детектив Джонсон (Джозеф Крехан) вместе с офицером Рикером (Чарльз Уилсон) поджидает Перри в его офисе, и когда тот звонит, просит его заехать для разговора. Когда полицейские выходят из кабинета, трубку берёт Делла, сообщая, что Спэдси нашёл женщину, которая передала Перри информацию о Марджи. Это Ева Ламонт, её коллега по универмагу Брэдбери, которая ревнует к ней и, скорее всего, действует сейчас против неё. Перри берёт с собой Маржи и едет к Еве. Сначала он один заходит в её квартиру, спрашивая, что ей известно об убийстве Паттона. Ева отвечает, что ничего, а если бы она что-либо и знала, то сказала бы это только своему адвокату Перри Мейсону. Она звонит по телефону, делая вид, что говорит с Мейсоном, и Перри под видом частного детектива подыгрывает ей. Затем в квартиру заходит Марджи, и Ева делает вид, что звонит в полицию, после чего Перри и Марджи быстро выбегают из комнаты. Затем Перри подходит к двери и подслушивает. Ева отменяет звонок в полицию и заказывает звонок по другому номеру. Перри приводит Марджи в свой офис, где знакомит её с Деллой, которая сообщает боссу, что полиция разыскивает его как соучастника убийства. Перри запирает Марджи в своём личном кабинете и уезжает. Заехав в гостиницу, Перри забирает счёт на оплату номера с указанием всех телефонных звонков. Затем он даёт поручение Спэдси найти Еву и доставить её в офис, а сам отправляется на поиски копа, который дежурил перед домом Паттона в день убийства.
Некоторое время спустя Брэдбери приезжает к офис к Мейсону, требуя сказать всё, что ему известно по этому делу, ожидая услышать, что Дорея наконец задержат и осудят как убийцу. Несмотря на то, что полиция уверена в виновности Дорея, Мейсон в этом сомневается. На вопрос Брэдбери, кто же ещё мог убить Паттона ножом Дорея, Мейсон отвечает, что, например, это могла сделать Марджи, которой Дорей готов отдать всё, что у него есть. Заходят Джонсон вместе с Рикером, намереваясь доставить Мейсона в участок для допроса, но Мейсон требует ордер. Когда, заподозрив, что Марджи заперта в соседней комнате, копы бросаются к двери, Мейсон хватает и отбрасывает их. Брэдбери подбегает к открывшейся двери и с радостным удивлением видит в комнате Марджи. Джонсон пытается схватить Марджи, но она отталкивает его, швыряя в него бутылки из бара Мейсона. Наконец, Джонсон добирается до Марджи и надевает на неё наручники. Мейсон поручает Делле немедленно пригласить в офис окружного прокурора, а также шефа полиции. После того, как те приезжают, Мейсон излагает свою версию произошедшего. Он начинает свой рассказ с того, как Тельма в номере Паттона громко требовала с него свои деньги. Раздался стук в дверь, но Паттон не впустил гостя и оттолкнул Тельму от двери. Она продолжила кричать и требовать деньги «за счастливые ножки». Человек с той стороны ушёл. Паттон и Тельма продолжили борьбу, переместившись в спальню. В этот момент дверь открылась, и в гостиную вошёл мужчина. Заметив это, Паттон запер Тельму в ванной комнате. Мужчины вступили в серьёзную драку, что через запертую дверь слышала Тельма. Когда всё стихло, Тельма с помощью пилки для ногтей отперла дверь, и на неё повалился труп Паттона. В испуге она уронила платок и убежала. Выбежав из номера, она увидела в коридоре приближающуюся Марджи и спряталась в комнатке для горничной. Марджи зашла в номер, вскрикнула и тут же убежала, а затем убежала и Тельма.
Далее Перри замечает, что было двое мужчин, которым Марджи была дорога настолько, что они были готовы убить ради неё — это доктор Дорей и полковник Брэдбери. Как установлено, хирургический нож, который послужил орудием убийства, принадлежит доктору Дорэю. Перри просит офицера Мартина (Эдди Шуберт), обнаружившего неправильно запаркованный автомобиль Дорэя перед «Эмпайр апартментс», рассказать, что он видел. Офицер сообщает, что, когда увидел неправильно припаркованный автомобиль, то нажал на гудок, и к его удивлению появился доктор Дорэй. Странным было то, что это был не тот человек, которого Мартин видел несколько минут назад закрывающим дверь автомобиля. Мартин говорит, что больше не видел этого человека, а сейчас видит его в этой комнате, указывая на Брэдбери.
Перри далее рассказывает, что ранее, рассчитывая самостоятельно найти Паттона, Брэдбери тайно пробрался в его офис, подслушав через коммутатор его разговор с Деллой, в котором он назвал адрес Паттона. Делла подтверждает, что слышала громкий клик во время того разговора. Затем Брэдбери приехал в «Эмпайр апартментс». Когда он увидел машину Дорэя на парковке, то понял, что Марджи здесь и поднялся в номер. Услышав сквозь дверь крики Тельмы, он подумал, что кричит Марджи. Брэдбери спустился вниз, взял скальпель из медицинской сумки в машине Дорэя, снова поднялся к Паттону и убил его. Узнав об убийстве, Перри сразу же спрятал Марджи в гостинице, где обычно прячет своих клиентов, оказавшихся в опасности, и приказал ей никуда не выходить. Однако она получила телеграмму, подписанную его именем, в которой ей предлагалось немедленно уехать из города. Как выяснил Перри, который получил гостиничный счёт Брэдбери, стоимость за отправку этой телеграммы была включена в этот счёт. Перри говорит, что Брэдбери нашёл новый адрес Марджи в записке на столе у Паттона, после того, как убил его.
Затем Перри делает паузу и выходит из комнаты, чтобы встретить Спэдси, который доставил Еву. Брэдбери уверяет полицейских, что может легко доказать, что в момент убийства находился в другом месте, и у него есть свидетель, который подтвердит это. В этот момент Перри вводит в комнату Еву, которую и имел в виду Брэдбери, говоря о свидетеле. Перри говорит, что знал, что полковник и Ева связаны, потому что, когда он показал ей фото Марджи, она сделала вид, что звонит в полицию, а на самом деле позвонила Брэдбери. При этом она не знала Мейсона в лицо, хотя хорошо знала его имя. Перри просит Еву подтвердить, что она провела вечер с Брэдбери, напоминая ей, что лжесвидетельство — это серьёзное преступление, а отвечать ей придётся в присутствии окружного прокурора и шефа полиции. Ева рассказывает, что Брэдбери позвонил ей и сказал приехать в город и быть в номере к семи часам. Но встретились они лишь около 10:30 и всего на несколько минут. Она уверяет, что не знала о том, что он совершил убийство. Разозлённый Брэдбери хочет ударить Еву, но Спэдси ударом кулака сбивает его с ног. Перри передаёт Брэдбери полиции и желает всем хорошего вечера.

## В ролях
- Уоррен Уильям — Перри Мейсон
- Женевьева Тобин — Делла Стрит
- Патриша Эллис — Марджи Клюн
- Лайл Тэлбот — доктор Боб Дорэй
- Аллен Дженкинс — Спэдси Дрейк
- Бартон Маклейн — шеф полиции Бизонетт
- Пегги Шэннон — Тельма Белл
- Портер Холл — полковник Брэдбери
- Анита Керри — Ева Ламонт
- Крейг Рейнольдс — Фрэнк Паттон
- Генри О’Нил — окружной прокурор Манчестер
- Чарльз Уилсон — офицер полиции Рикер
- Джозеф Крехан — детектив Джонсон
- Олин Хоуленд — доктор Крокер, врач Перри
- Мэри Трин — жена Спэдси

## Создатели фильма и исполнители главных ролей
Как написал историк кино Клифф Алиперти, до этой картины режиссёр Арчи Майо уже работал с Уорреном Уильямом в фильме «Младше 18» (1931), поставленном в первый год работы Уильяма в Голливуде, где тот сыграл в паре с Мэриан Марш, которая перед этим снялась у Майо вместе с Джоном Бэрримором в фильме «Свенгали» (1931). В 1930-е годы Майо поставил также «такие стремительные и любимые фильмы Warner Bros.», как «Ворота в ад» (1930) с Лью Эйрсом, «Мэр ада» (1933) с Джеймсом Кэгни, «Человек с двумя лицами» (1934) с Эдвардом Г. Робинсоном и «Пограничный город» (1935) с Полом Муни. Вскоре после этого фильма Майо поставил классическую криминальную драму «Окаменелый лес» (1936) и политический нуар «Чёрный легион» (1937), в обоих фильмах главную роль сыграл Хамфри Богарт.
Как отмечает историк кино Ричард Харланд Смит, «после Рэймонда Берра Уоррен Уильям как актёр больше всего ассоциируется с ролью Перри Мейсона, блестящего адвоката и детектива, созданного автором детективных романов Эрлом Стэнли Гарднером в 1933 году». В начале своей кинокарьеры Уильям сыграл в таких драмах, как «Трое в паре» (1932), «Рупор» (1932), «Спичечный король» (1932) и «Вход для персонала» (1933), а также в комедиях «Леди на один день» (1933), «Золотоискатели 1933 года» (1933) и «Имитация жизни» (1934). После этого, в период 1934—1936 годов Уоррен в четырёх фильмах сыграл Перри Мейсона, а затем в девяти фильмах 1939—1943 годов — детектива-любителя Майкла Лэнъярда по прозвищу Одинокий волк.
Женевьева Тобин, сыгравшая в этой картине роль Деллы Стрит, известна по таким фильмам, как мелодрама «Семя» (1931), музыкальная комедия «Один час с тобой» (1932), комедия с Уильямом «Снова прощай» (1933), хоррор-детектив «Девятый гость» (1934), романтическая комедия «Легко любить» (1934) и нуарный триллер «Окаменелый лес» (1936). В общей сложности в период с 1919 по 1940 год Тобин сыграла в 40 фильмах.
Патриша Эллис за свою карьеру, охватившую период с 1932 по 1939 год, сыграла в 44 фильмах, среди которых криминальные драмы «Адвокат» (1932), «Охотник за фотографиями» (1933) и «Романы джентльмена» (1934), а также комедии «Отпуск короля» (1934) и «Болваны» (1938).

## История создания этого фильма и другие фильмы о Перри Мейсоне
Как пишет киновед Ханс Воллстейн, адвокат Перри Мейсон, образ которого создал американский писатель Эрл Стэнли Гарднер, впервые появился в кино в 1934 году, «задолго до того, как Рэймонд Берр из телесериала стал воплощением этого интеллигентного адвоката-сыщика».
Через год после того, как Гарднер опубликовал свой первый роман о Перри Мейсоне, студия Warner Bros., вывела персонажа на большой экран в фильме «Дело о воющей собаке» (1934), во многом точной адаптации четвертой книги Гарднера о Мейсоне. Вторым фильмом цикла стал «Дело о любопытной новобрачной» (1934). На следующий год под влиянием «крупного успеха фильма студии Metro-Goldwyn-Mayer „Тонкий человек“ (1934) Warners сменила подход в оставшихся пяти фильмах серии о Перри Мейсоне, смягчив общий тон и превратив упрямого Мейсона и его верную секретаршу Деллу Стрит в остроумных спорщиков, любящих коктейли, в стиле главных героев цикла „Тонкий человек“ Ника и Норы Чарльзов».
«Дело о счастливых ножках» (1935) был третьим фильмом Уильяма в роли Мейсона, и начинается он с того, что персонаж напивается до потери сознания, прежде чем включиться в расследование убийства, связанного с проведением конкурса красоты. Как отмечает Смит, «верный книге-первоисточнику, фильм завершается без судебного разбирательства, а известный по другим фильмам Пол Дрейк, детектив и друг Мейсона, заменён здесь на комического Спэдси Дрейка».
Фильм находился в производстве до начала августа 1935 года и вышел на экраны 5 октября 1935 года.
После четвёртого фильма «Дело о бархатных коготках» (1936) Уильям покинул сериал, и роль Мейсона по одному разу сыграли Рикардо Кортес и Дональд Вудс.
В 1957—1965 годах на телевидении выходил чрезвычайно успешный сериал CBS «Перри Мейсон» (271 эпизод), в котором заглавную роль играл Рэймонд Берр. В рамках этого сериала в 1959 году вышел эпизод, поставленный на сюжет «Дела о счастливых ножках», в котором Мейсон раскрыл преступление в суде.

## Оценка фильма критикой
Как пишет историк кино Клифф Алиперти, «несмотря на то, что газета „Нью-Йорк Таймс“ в своей рецензии посчитала Уильяма „немного чересчур эксцентричным“», в целом она дала фильму восторженный отзыв, назвав его «веселым, быстрым и дерзким экскурсом в мрачную историю убийства,… одновременно лучшим из коллекции Эрла Стэнли Гарднера и заслуживающим того, чтобы занять одно из первых мест в списке лучших детективных фильмов этого сезона». Особой похвалы от рецензента газеты удостоились сценаристы Браун Холмс и Бен Марксон, а также Женевьева Тобин, исполнившая роль Деллы Стрит.
Современный кинокритик Ханс Волстейн выразил мнение, что, «возможно, это лучший из фильмов Уоррена Уильяма в роли Перри Мейсона». Он «также является самым смешным, со множеством остроумных реплик, эффектно поданных типичной быстроговорящей командой актёров Warner Bros.». Как отмечает критик, «в отличие от серьёзного подхода Рэймонда Берра в телесериале Уильям решил сыграть откровенно скучного адвоката Эрла Стэнли Гарднера с иронией — выбор, несомненно, вдохновленный образом Уильяма Пауэлла в „Тонком человеке“». Как отмечено в рецензии AllMovie, в этом фильме «Перри представляет собой карикатуру на позднего Мейсона. Здесь это сильно пьющий, живущий на широкую ногу человек, который с юмором раскалывает дела».
По мнению Воллстейна, Женевьева Тобин «гораздо лучше играет Деллу Стрит, чем Хелен Тренхолм в первом фильме цикла „Дело о воющей собаке“ (1934), хотя её в свою очередь затмила хладнокровная Клэр Додд в следующей картине „Дело о любопытной новобрачной“ (1935)».
Алиперти отмечает быстрый темп повествования, а сам фильм называет «совершенно безумным и эксцентричным, но, пожалуй, и самым запутанным из дел, раскрытых Мейсоном в исполнении Уильяма». В этой картине Уильям в третий раз появляется в роли Перри Мейсона, который «на этот раз переплюнул в хроническом пьянстве Ника Чарльза» из «Тонкого человека». В первой же сцене зритель видит Мейсона в бессознательном состоянии на полу за своим столом. Как далее пишет Алиперти, «Уильям играет Мейсона, заставляя смеяться сильнее, чем когда-либо прежде, с теми репликами, которые сами по себе и не смешны, он добивается успеха благодаря довольно едкому сарказму, для демонстрации которого его персонаж достаточно умен. Уильям также, кажется, привносит больше музыкальности в свою речь в комических пассажах, подчеркивая слова таким образом, что почти всё, что он говорит, кажется смешным».
Критику также понравилась Женевьева Тобин в роли Деллы, которая, по его мнению, в этой роли была не хуже, чем Додд. По мнению Алиперти, «независимо от того, находится ли она в кадре одна, как это часто бывает во время периодических телефонных звонков от Перри, или делит эпизод с Уильямом и другими, она умна, остроумна и забавна и даже бросила несколько реплик касательно встреч с Перри», которые находились на грани дозволенного Производственным кодексом. Кроме того, «у Тобин отличная химия с Уильямом, и она просто замечательно справляется со своей работой».